# Ellen McLain
Pour les articles homonymes, voir McLain.
Ellen McLain, originaire de Nashville dans le Tennessee, est une chanteuse d'opéra et actrice américaine.
McLain fournit les voix de plusieurs personnages dans plusieurs jeux vidéo de Valve. Elle fait la voix de GLaDOS dans les jeux Portal, Portal 2 et Lego Dimensions, l'annonceur dans Team Fortress 2, la voix qui communique entre les unités du Cartel dans la série Half-Life 2 et la voix des héros Death Prophet et Broodmother dans le jeu DotA 2.
Elle est la seule personne à avoir sa voix dans tous les jeux de la Orange Box.
McLain chante le générique de fin de Portal, intitulé Still Alive et celui de Portal 2, Want You Gone composés tous les deux par Jonathan Coulton. Elle chante également le générique de fin de Lego Dimensions nommé You Wouldn't Know.
Elle a également chanté et composé la chanson Don't Say Goodbye prévue pour Portal 2 mais finalement non utilisée.
Elle fournit également la voix de l'ordinateur central dans le film Pacific Rim de Guillermo del Toro, sorti en 2013.
Elle est mariée à John Patrick Lowrie (en), acteur, qui a également travaillé sur le jeu Half-Life 2. Il y joue un citoyen qui assiste le protagoniste, mais prête également sa voix au Sniper dans Team Fortress 2.